# Patanga avis
Patanga avis är en insektsart som beskrevs av Rehn, J.A.G. och J.W.H. Rehn 1941. Patanga avis ingår i släktet Patanga och familjen gräshoppor. Inga underarter finns listade i Catalogue of Life.